# Haus zum Stein

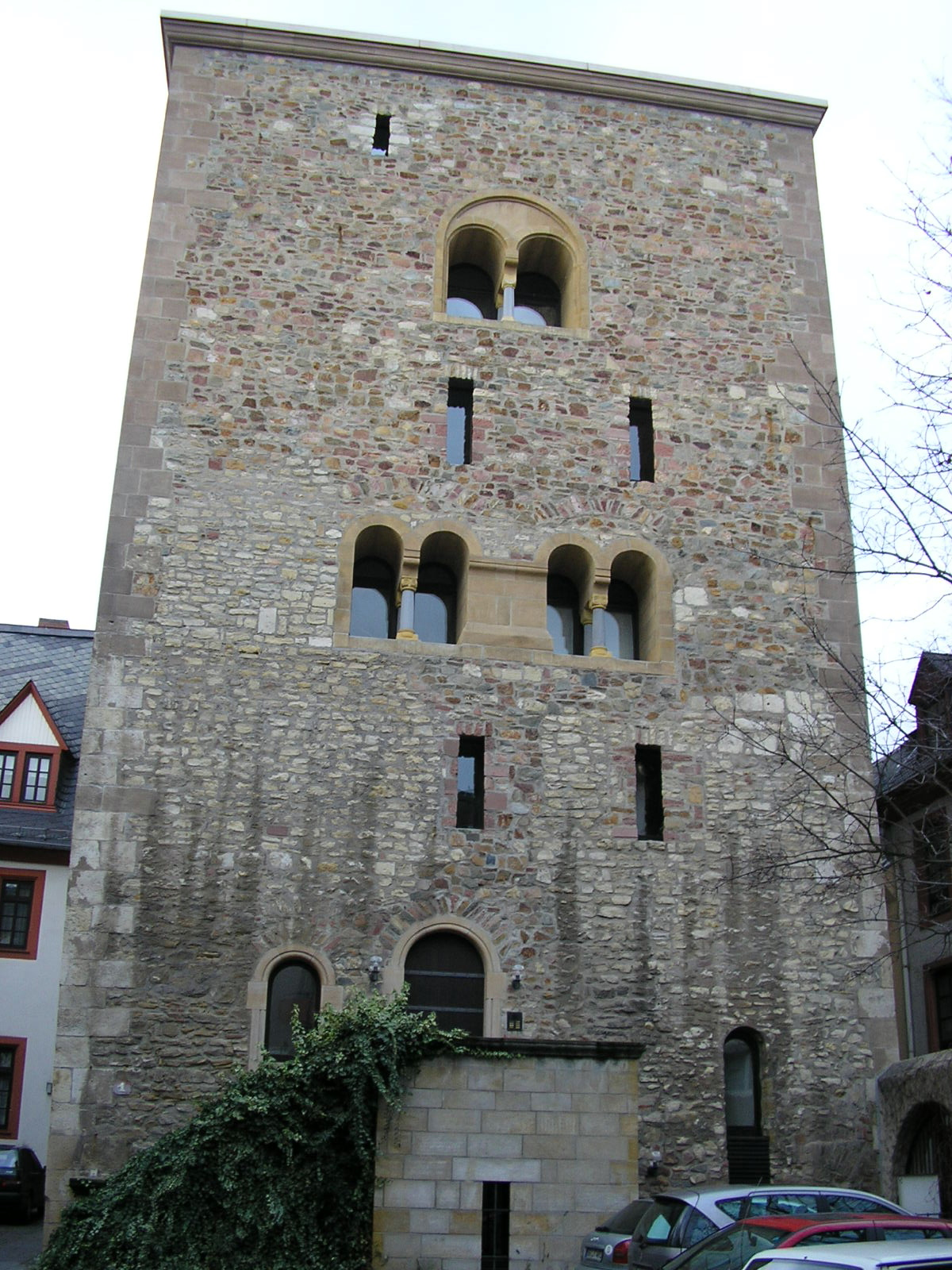
Haus zum Stein

Das Haus zum Stein ist ein Ende des 12. Jahrhunderts erbauter romanischer Wohnturm in Mainz. Das Gebäude liegt heute in der Weintorstraße 1 und damit in der südlichen Altstadt. Mit der teilweise original erhaltenen Bausubstanz aus dem späten 12. und der Mitte des 13. Jahrhunderts ist das Haus zum Stein im Kern das älteste noch erhaltene und bewohnte Gebäude in Mainz.
Das heutige Erscheinungsbild des Gebäudes geht im Wesentlichen auf die denkmalpflegerisch umstrittenen Umbau Anfang der 1980er Jahre zurück und versucht den Zustand um 1250 wiederzugeben.

## Geschichte
Das Haus zum Stein wurde gegen Ende des 12. Jahrhunderts am südöstlichen Ende des Stadtgebietes direkt am Stadtmauerring als dreistöckiger Wohnturm im Stil der Romanik gebaut. Der Bauherr entstammte wahrscheinlich dem um 1250 im Konstanzer Wappenbuch erwähnten adligen Patriziergeschlecht der Judd vom Stein (auch „Jude zum Stein“, „Judd zum Stein“, „de Petreae“, Judeus de Lapide oder de Lapide). Das ehemals jüdische, spätestens ab Mitte des 13. Jahrhunderts aber zum christlichen Glauben konvertierte Geschlecht war sehr vermögend und gehörte zum Mainzer Patriziat und war Mitglied der Turniergesellschaft „Zum Esel“. Für 1250 wird Eberhardus de Lapide als Besitzer des Hauses zum Stein genannt. Nach Umbauten und einer eigenmächtigen Erhöhung des Wohnturms geriet er darüber mit dem Mainzer Erzbischof Christian II. von Bolanden in Streit. Um einer möglichen Schleifung des Wohnturms zuvorzukommen, versprach Eberhardus dem Erzbischof, das Haus zum Stein nach seinem Tod dem Mainzer Domkapitel zu hinterlassen.
Trotz dieses Versprechens verblieb das Haus im Besitz des Geschlechtes der Judd vom Stein, bis das Geschlecht um 1500 ausstarb. Bauliche Anpassungen wie das Einbrechen von Fensteröffnungen in das Erdgeschoss oder Anbauten und Vergrößerungen des Gesamtanwesens sind für die kommenden Jahrzehnte nachweisbar. Für das Jahr 1657 ist Philipp Erwein von Schönborn, Bruder des Mainzer Kurfürsten Johann Philipp von Schönborn, als Besitzer bezeugt. In dem nun großflächigen Anwesen rund um das Haus zum Stein wohnten zu dieser Zeit die Ritter vom Heiligen Grab und die Welschnonnen, deren Kloster sich noch im Bau befand.
Im 18. Jahrhundert befand sich das Haus zum Stein in bürgerlichem Besitz. Bei der Belagerung von Mainz 1793 wurde der obere Teil des Turms zerstört und anschließend durch ein Fachwerkgeschoss mit einem Giebeldach abgeschlossen. Die gesamte Giebelfront an der bis dahin unbebauten West- und Südseite wurde mit Schieferplatten verkleidet, wodurch der Turmcharakter des Hauses optisch verloren ging.
Bei Instandsetzungsarbeiten vor allem in den 1970er Jahren kamen gut erhaltene original Bauteile der romanischen Phase zum Vorschein. Von 1981 bis 1983 wurde der Turm saniert und teilweise mit historischer Bausubstanz rekonstruiert.

## Beschreibung
Das Haus zum Stein ist ein über 20 m hoher dreigeschossiger Turm mit einem längsrechteckigen Grundriss von 11,2 × 16,3 m. Die Geschosshöhen variieren dabei zwischen 4 und über 5 m. Aus der Romanik stammen Schlitzfenster im Erdgeschoss und gekuppelte Fensterarkaden, die sich im ersten Obergeschoss der Nordmauer (heute eine Trennwand zu angrenzender Bebauung und nur in deren Innerem zu sehen) erhalten haben. Es handelt sich hierbei um Fenster mit zwei über einen Pfeiler gekuppelte Doppelarkaden mit zweifacher Säulenstellung und in Rollen auslaufenden Kämpfersteinen. Die Kapitelle in Würfelform weisen unterschiedliche Muster wie beispielsweise Spiralmuster auf. Diese Fenster dienten auch als Vorbild für die in den 1980er Jahren rekonstruierten Fenster am gesamten Gebäude.
Im unteren Geschoss besteht das Mauerwerk teilweise aus kleinformatigen Kalksteinen und lässt damit eine erste Bauphase erkennen. Während dieser Teil nur Schlitzfenster enthält, öffnete sich das erste Obergeschoss auf allen vier Seiten in großen rundbogigen Doppelfenstern (Biforien) mit Teilungssäulchen und Kämpfersteinen, wie die bis zum Neuausbau erhaltenen spiegelbildlichen Sohlbänke im Mauerwerk bewiesen. Ob die Außenmauern ursprünglich verputzt oder steinsichtig waren (wie heute), ist ungeklärt, ebenso die innere Struktur und die Eingangssituation. Das dritte Obergeschoss bestand vermutlich aus einem einzigen großen Saal.

## Rekonstruktion
Das Haus zum Stein befand sich Anfang der 1970er Jahre noch in Privatbesitz, war aber dringend sanierungsbedürftig. Im Zuge der Altstadtsanierung in Mainz wurde das Gebäude 1972 von der Stadt zum Sanierungsobjekt erklärt. Im Rahmen bautechnischer Arbeiten entdeckte man 1974 die bereits erwähnten romanischen Baureste und erkannte die baulich-historische Bedeutung des Gebäudes. 1979 übergab der Eigentümer das Haus zum Stein in das Treuhandvermögen der Stadt Mainz.
Bei der Rekonstruktion des Gebäudes, die von 1981 bis 1983 dauerte, orientierten sich die Mitarbeiter der Denkmalpflege an dem unteren Gebäudeteil (dendrochronologisch von 1180/81) und der eingebauten Nordmauer mit ihren etwas später entstandenen romanischen Zwillingsfenstern. Hier war noch originale Bausubstanz aus der Mitte des 13. Jahrhunderts vorhanden. Nach diesem Vorbild wurden die oberen Geschosse in gleicher Weise rekonstruiert. Für das dritte Obergeschoss konnte man die Fensterstellung anhand der Bausubstanz feststellen, für das fünfte Obergeschoss ist aber unklar, ob das von einem Überfangbogen zusammengefasste Doppelfenster auch auf den übrigen Fassadenseiten wiederholt wurde, wie es die Rekonstruktion suggeriert. Da es auch keinerlei historische Überlieferung oder Abbildung zum Dachabschluss (Zinnenkranz oder Giebel) gab, wurde dieser als Flachdach mit profiliertem Gesims frei rekonstruiert.
Bei der Rekonstruktion des Gebäudes gab es inhaltliche Differenzen zwischen der Denkmalpflege und der Stadtverwaltung. Letztere bestand auf eine Totalrekonstruktion des Turmes und auf einige bauliche Anpassungen in Bezug auf die geplante Nutzung des Hauses zum Stein als Wohngebäude. Mitarbeiter der Denkmalpflege argumentierten hingegen, dass für eine Totalrekonstruktion des Gebäudes zu wenig original Bausubstanz erhalten sei und es keine bildlichen Darstellungen des Gebäudes aus früheren Zeiten gäbe, die man hinzuziehen könnte. Der Sanierungsausschuss der Stadt Mainz entschied sich daraufhin für die Beschränkung der Rekonstruktion auf die Außenseiten des Wohnturms sowie einen glatten Dachabschluss, der den Dachgiebel äußerlich verbirgt. In seiner heutigen rekonstruierten Form ähnelt das Haus zum Stein anderen Gebäuden wie dem Baumburger Turm in Regensburg oder dem Frankenturm in Trier.
Trotz dieser Differenzen erhielt die Stadt Mainz 1984 im Rahmen des Bundeswettbewerbes „Bauen und Wohnen in alter Umgebung“ einen Sonderpreis für die Rekonstruktion und Modernisierung des Hauses zum Stein.

## Heutige Nutzung
Das Haus zum Stein befindet sich seit 2000 in Privatbesitz mehrerer Mainzer Familien. Der Großteil des Gebäudes besteht aus vermieteten oder in Privatbesitz befindlichen Maisonette-Wohnungen. Im Untergeschoss des Turms befand sich bis 2007 eine Galerie. Heute befindet sich auch dort eine Wohnung in Privatbesitz.